# Brian Johns
Pour l'homme d'affaires et journaliste australien, voir Brian Johns (homme d'affaires).
Brian Johns, né le 5 août 1982 à Regina, est un nageur canadien.
Il a remporté plusieurs médailles dans les différents championnats internationaux et a participé à trois éditions des Jeux olympiques entre 2000 et 2008, atteignant quatre finales dont une en individuel (septième du 400 m quatre nages en 2008). Il a également détenu le record du monde du 400 mètres quatre nages en bassin de 25 mètres entre février 2003 et décembre 2005.

## Palmarès

### Jeux olympiques
- Jeux olympiques de 2000 à Sydney (Australie) :
  - 15e du 200 m quatre nages
  - 7e du relais 4 × 200 m nage libre

- Jeux olympiques de 2004 à Athènes (Grèce) :
  - 28e du 200 m quatre nages
  - 15e du 400 m quatre nages
  - 5e du relais 4 × 200 m nage libre

- Jeux olympiques de 2008 à Pékin (Chine) :
  - 18e du 200 m quatre nages
  - 7e du 400 m quatre nages
  - 5e du relais 4 × 200 m nage libre

### Championnats du monde

#### En grand bassin
- Championnats du monde 2007 à Melbourne (Australie) :
  -  : médaille de bronze au relais 4 × 200 m nage libre

#### En petit bassin
- Championnats du monde 1999 à Hong Kong
  -  : médaille de bronze au relais 4 × 200 m nage libre

- Championnats du monde 2002 à Moscou (Russie)
  -  : médaille d'argent au 400 m quatre nages

### Championnats pan-pacifiques
- Championnats pan-pacifiques 1999 à Sydney (Australie) :
  -  : médaille de bronze au relais 4 × 200 m nage libre

- Championnats pan-pacifiques 2002 à Yokohama (Japon) :
  -  : médaille de bronze au relais 4 × 200 m nage libre

### Jeux panaméricains
- Jeux panaméricains 1999 à Winnipeg (Canada) :
  -  : médaille de bronze au relais 4 × 200 m nage libre

### Jeux du Commonwealth
- Jeux du Commonwealth de 2002 à Manchester (Angleterre) :
  -  : médaille d'argent du 400 m quatre nages
  -  : médaille d'argent au relais 4 × 200 m nage libre

- Jeux du Commonwealth de 2006 à Melbourne (Australie) :
  -  : médaille d'argent du 200 m quatre nages